# Ester y Asuero
Ester y Asuero (en italiano, Ester e Assuero) es un cuadro pintado óleo sobre tela de 208 cm de alto por 273 cm de ancho realizado entre 1628 y 1635 por la pintora italiana Artemisia Gentileschi. Se conserva en el Museo Metropolitano de Arte de Nueva York, Estados Unidos.

## La obra
Se cree que el lienzo fue iniciado por Artemisia Gentileschi, en Venecia hacia 1628 y que se la llevó consigo a Nápoles. Artemisia demuestra de hecho, en este cuadro, haber entrado en sintonía con las lecciones de los grandes pintores venecianos a los que gustaban las ambientaciones lujosas y escenográficas de las escenas bíblicas.
El tema del encuentro entre Ester, heroína judía, y Asuero, poderoso rey de Persia, ya lo había pintado Tintoretto y el taller del Veronés. Este último cuadro probablemente fuese visto por Gentileschi en Venecia, captándose referencias a la misma en esta obra de Artemisia. La vivencia de Ester que, al término de un ayuno de tres días, va donde el rey Asuero para pedirle que ofrezca un banquete en el cual ella pudo desenmascarar el complor que el primer ministro del reino había urdido para eliminar al pueblo de Israel, es bien destacada; se conmemora con la fiesta hebrea del purim. 
La versión del texto sacro en la que se inspira Artemisia Gentileschi (como ya había hecho Veronés y Tintoretto y en Génova Fiasella, pintor este último próximo a Orazio Gentileschi), representa una integración al texto del Libro de Ester, en el Antiguo Testamento, aprobada por el Concilio de Trento, versión que, además de describir con riqueza de detalles el lujoso vestuario de Ester, añade cómo, debilitada por el ayuno, junto a la presencia del rey, la joven y bellísima mujer tuvo un desmayo. La escena descrita en el texto propuesto por el Concilio de Trento es retratada fielmente por Artemisia. Ester, con la palidez del rostro del que se está desmayando, está sujetada por sus dos doncellas, mientras un Asuero, en elegante traje del seiscientos, con muchos cabellos emplumados, de levanta preocupado del trono para acudir en su ayuda.
El cuadro se deja admirar por la representación teatral del episodio bíblico y por la capacidad de captar el momento tópico del relato.